# (2827) Vellamo
(2827) Vellamo ist ein Asteroid des Hauptgürtels, der am 11. Februar 1942 von der finnischen Astronomin Liisi Oterma in Turku entdeckt wurde.
Der Asteroid ist nach der Meeresgöttin Vellamo aus der finnischen Mythologie benannt.